# Alpina degenerata
Alpina degenerata là một loài bướm đêm trong họ Geometridae.